# Teufelshöhle bei Altdorf
Die Teufelshöhle ist eine Höhle im Burgsandstein bei Prackenfels, einem Gemeindeteil der mittelfränkischen Stadt Altdorf b.Nürnberg im Landkreis Nürnberger Land in Bayern.
Die Höhle befindet sich am Westhang der Schlucht Pfaffental, südwestlich von Altdorf.

## Beschreibung

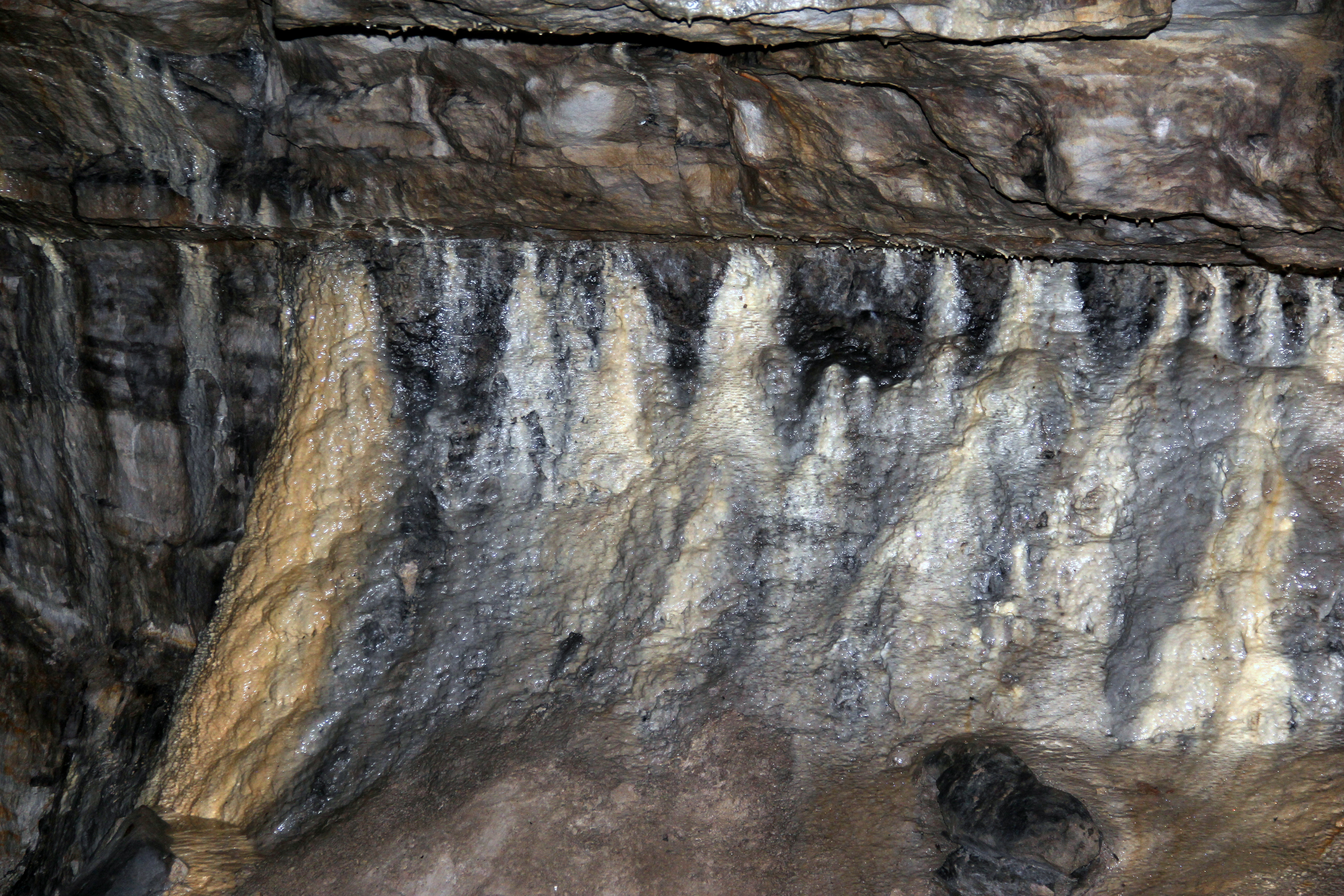
Wandsinter

Die Teufelshöhle ist eine künstlich angelegte Räthsandhöhle, die Größe des Eingangs beträgt etwa 5 mal 1,5 Meter.
Die Höhle besteht aus einem einzigen großen Raum, ist von West nach Ost 56 Meter lang und von Nord nach Süd 52 Meter breit. Ihre Höhe beträgt etwa 4,5 Meter. Zum hinteren Bereich fällt der Boden leicht ab.
In den Gryphäensandstein sind stellenweise Spuren von Rhätkohle eingelagert. An einigen Stellen der Höhle zeigen sich Versinterungen.
Der Höhlenboden ist stark mit Verbruchsteinen bedeckt.

Panoramabild der Höhle (2021)

## Geschichte
Über die Entstehung der Höhle ist wenig bekannt, sie wurde vermutlich zum Abbau von Stubensand genutzt. In dem historischen Roman Der goldene Becher wird die Teufelshöhle erwähnt, demnach hat sie in grauer Vorzeit dem Raubritter Kuno von Grünsberg und dem mit ihm im Bunde stehenden Prethalmüller zur Bergung ihrer geraubten Schätze gedient. Der Prethalmüller aber soll ein verstoßener und einen falschen Namen führender Imhof aus Nürnberg gewesen sein.

## Geotop
Die Höhle ist vom Bayerischen Landesamt für Umwelt als Geotop 574H001 ausgewiesen. Siehe hierzu auch die Liste der Geotope im Landkreis Nürnberger Land.

## Zugang
Die Höhle befindet sich auf Privatgrund.
Über einen mit weißer 5 auf grünem Grund gekennzeichneten Wanderweg ist sie von Altdorf oder Prackenfels gut erreichbar. Wegen Einsturzgefahr ist das Betreten der Höhle verboten. Im Sommer 2020 wurde angekündigt, dass der Zugang versperrt werden soll, was bisher jedoch nicht umgesetzt ist.